# Chiusavecchia
Chiusavecchia (en ligur Ciùxavéja) és un comune italià, situat a la regió de la Ligúria i a la província d'Imperia. El 2015 tenia 577 habitants.

## Geografia
El territori de Chiusavecchia està situat al fons del torrent Impero, a la confluència del riu Maddalena, als vessant del mont Acquarone (650 msnm). Té una superfície de 4,09 km² i les frazioni d'Olivastri i Sarola. Limita amb les comunes de Chiusanico, Lucinasco i Pontedassio.